# Sascha Bigler
Sascha Bigler (Zurigo, 19 luglio 1968) è un regista e sceneggiatore svizzero.

## Biografia
È figlio del giornalista svizzero Rolf R.Bigler e dell'attrice austriaca Christiane Hörbiger.

## Filmografia
- Squadra Speciale Vienna (2007-in corso)
- Der Winzerkönig (10 episodi) (2010)
- Meine Schwester (2011)
- Heiter bis tödlich: Fuchs und Gans (2012)
- Tatort: Unvergessen (2013)
- Kommissar Pascha (2017)
- Herrgott für Anfänger (2017)
- München Mord: Die ganze Stadt ein Depp (2018)
- Die Muse des Mörders (2018)
- Der beste Papa der Welt (2019)
- München Mord: Leben und Sterben in Schwabing (2019)
- Der Fall der Gerti B. (2019)
- Das Kindermädchen – Mission Italien (2021)